# Duvier Riascos
Duvier Orlando Riascos Barahona, mais conhecido simplesmente como Riascos (Buenaventura, 26 de junho de 1986), é um futebolista colombiano que atua como atacante. Atualmente está sem clube. Ficou conhecido por sua emblemática passagem pelo Vasco da Gama.

## Carreira

### Início no futebol colombiano
Revelado pelo América de Cali, Riascos estreou na Categoría Primera A (Campeonato Colombiano) em 2005 com 18 anos. Em sua primeira temporada como profissional, o atacante obteve poucas oportunidades e marcou apenas um gol. 
Em janeiro de 2006, foi emprestado ao Real Cartagena para adquirir experiência, porém passou toda a temporada entre os reservas, marcando apenas dois gols ao longo do ano. 
Em 2007, o jogador retornou ao América de Cali e mais uma vez amargou o banco de reservas, tendo marcado três gols durante a temporada.

### Estudiantes de Mérida
Foi adquirido pela equipe venezuelana em 2008. No mesmo ano, foi vice-campeão da Copa Venezuela sendo o artilheiro do torneio. No Estudiantes de Mérida, o atacante manteve uma ótima média de gols, o que chamou a atenção de grandes clubes colombianos para o seu retorno ao país.

### Retorno à Colômbia
Com 22 anos, retornou ao futebol colombiano em 2009, para atuar pelo rival regional de seu clube formador: o Deportivo Cali. Durante seu período de seis meses no clube, ele marcou três gols em 16 jogos da Liga, e também participou de um torneio internacional pela primeira vez em sua carreira: a Copa Sul-Americana.

### Shanghai Shenhua
Em fevereiro de 2010, o atacante foi contratado pelo clube chinês Shanghai Shenhua. Estreou em uma derrota por 2–0 para o Changsha Ginde no Yuexiushan Stadium, válida pela Super Liga Chinesa. Marcou o seu primeiro gol pelo clube na partida seguinte, quando a sua equipe venceu o Shanghai Shenxin, por 2–1 no Hongkou Stadium, em jogo também válido pelo certame nacional. Com início avassalador, o atacante marcou 17 gols nos seus primeiros 23 jogos na Super Liga Chinesa, com destaque para os dois gols da vitória por 2-1 sobre o Guangzhou R&F no Yuexiushan Stadium e o primeiro hat-trick de sua carreira, na vitória por 4–0 sobre o Shenzhen no Hongkou Stadium. Ao total, na temporada de 2010, ele marcou 20 gols em 28 jogos, sendo o artilheiro da Super Liga Chinesa e eleito o MVP (Melhor jogador da Super Liga Chinesa).
Em 2011, o atacante participou da Liga dos Campeões da Ásia, onde marcou um gol no empate em 1–1 com o Sidney FC da Austrália, no Sydney Football Stadium, porém a sua equipe ficou na última posição do grupo, sendo consequentemente eliminada.

### Puebla
Foi contratado pelo Puebla em junho de 2011. Estreou pelo clube na derrota por 1–0 para o Atlas no Jalisco, válida pelo Apertura. No jogo seguinte, marcou o seu primeiro gol pelo clube mexicano, abrindo o placar do empate em 2–2 com o Pachuca no Cuauhtémoc, também válido pelo certame nacional. Nas últimas cinco rodadas, o jogador marcou três gols (ficando de fora de uma delas em razão de uma suspensão), com destaque para o gol da virada sobre o tradicional América em pleno Azteca, na vitória do Puebla por 3–2.
Ao todo, foram 6 gols marcados em 16 partidas disputadas no Apertura, sendo o destaque do clube na competição.

### Tijuana

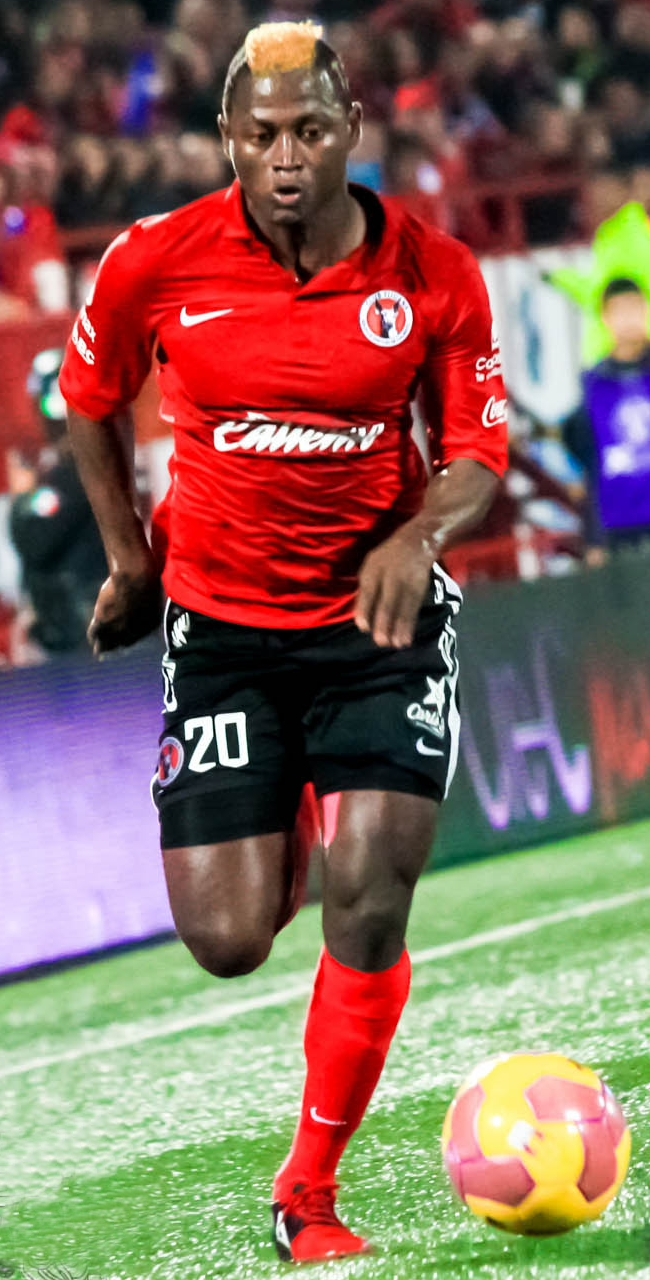
Riascos em campo pelo Tijuana.

#### 2011–12
Foi contratado pelo Tijuana em dezembro de 2011, na janela de inverno do futebol mexicano. Estreou pelo clube no empate em 1–1 com o Monarcas Morelia no Estadio Morelos, válido pelo Clausura. Marcou seu primeiro gol pelo Tijuana contra o seu ex clube, Puebla, novamente em um empate por 1–1; o jogo foi disputado no Cuauhtémoc, casa do adversário, e válido pelo certame nacional. Marcou novamente em um jogo contra o América, sendo esse o gol de empate em mais um 1–1 pelo Clausura, dessa vez no Estádio Caliente, casa do Tijuana. Ao final de sua primeira temporada pelo clube, marcou 5 gols em 18 partidas.

#### 2012–13
Em sua segunda temporada pelo Tijuana, Riascos foi campeão e vice artilheiro do Apertura com 10 gols marcados em 22 jogos, com destaque para a série de 8 gols marcados em 12 jogos, sendo que 3 deles foram os gols da vitória; contra o Jaguares no Caliente por 2–0; contra o Toluca por 1–0, também no Caliente; e contra o tradicional Chivas por 2–0 em pleno Omnilife. Foi o primeiro título de primeira divisão da história do clube, e o atacante foi considerado o grande destaque da equipe.
Em 2013, o colombiano diminuiu um pouco a sua média, marcando 8 gols em 23 jogos pelo Tijuana, com destaque para os três gols na Copa Libertadores contra times brasileiros. O primeiro deles marcado nas oitavas de final da competição, contra o Palmeiras no Pacaembu, sendo o primeiro gol da vitória da equipe mexicana por 2–1 na casa do adversário. Na fase seguinte, o Tijuana enfrentou o Atlético Mineiro e Riascos abriu o placar no primeiro tempo do jogo de ida no Caliente, tendo o Tijuana marcado o segundo gol no início do segundo tempo; porém o Galo conseguiu um improvável empate, deixando o confronto totalmente aberto novamente. No jogo de volta na Arena Independência, o atacante novamente abriu o placar para o time mexicano no primeiro tempo, porém aos 41 minutos o clube brasileiro deixou o confronto igual novamente. Apesar do destaque positivo, Riascos veio a desperdiçar um pênalti aos 48 minutos da etapa final, defendido por Victor. O jogo terminou com igualdade em 1–1, e o Tijuana foi eliminado da competição pelo critério do gol qualificado. Esse foi também o último jogo de Riascos pelo clube.

### Pachuca
Em junho de 2013, após se destacar pelo Tijuana e receber sondagens de clubes europeus, o atacante foi contratado pelo tradicional Pachuca. Estreou pela equipe na vitória por 1–0 sobre o Toluca fora de casa no Nemesio Díez, válida pelo Apertura. Após oito jogos sem marcar, o atacante finalmente balançou as redes pela primeira vez no seu nono jogo pela equipe, descontando na goleada por 4–1 sofrida diante do Monarcas Morelia no Estádio Morelos, válida pelo Apertura. Nos Tuzos, seu futebol esteve muito longe do nível apresentado nos Xolos, seu clube anterior; além disso, o jogador se envolveu em uma briga com torcedores, encurtando sua passagem pela equipe, que foi de apenas cinco meses e dois gols marcados.

### Monarcas Morelia
Em dezembro de 2013, na janela de inverno, sem clima para atuar pelo Pachuca, Riascos acertou com o Monarcas Morelias. Fez sua estreia na derrota por 1–0 para o Querétaro no Estádio Morelos, válida pelo Clausura. Dois jogos depois, marcou o seu primeiro gol pelo clube, dando números finais a vitória por 2–0 sobre o Tigres, também no Estádio Morelos, válida pelo certame nacional. Porém, ao longo do Clausura, veio a marcar somente mais dois gols, completando 3 gols em 17 partidas. Ainda assim, terminou bem a temporada graças as finais da Super Copa do México, novamente diante do Tigres, quando Riascos deu números finais a goleada por 4–1 dentro de casa, e descontou na derrota por 3–1 no Estádio Universitario, sendo bastante decisivo no título da equipe.
Na temporada seguinte 2014–15, disputou 13 jogos do Apertura e marcou um gol solitário, na derrota por 3–2 para o América no Azteca.

### Cruzeiro
Foi contratado pelo clube mineiro em janeiro de 2015, com contrato válido por três anos. Fez sua estreia pela equipe, entrando no lugar de Leandro Damião no empate em 1–1 com a Caldense, válido pelo Campeonato Mineiro.[carece de fontes?] Devido a forte concorrência, atuou em apenas quatro partidas entre fevereiro e maio, entrando sempre como suplente, sendo assim, foi cedido por empréstimo de um ano ao Vasco da Gama, em busca de mais oportunidades.

### Vasco da Gama

#### 2015
Foi apresentado pelo clube em 28 de maio. Em sua apresentação, valorizou bastante a história do clube, e disse que queria brigar por títulos. Fez sua estreia justamente contra o Atlético Mineiro na Arena Independência, onde havia marcado um gol e perdido um pênalti decisivo na Copa Libertadores dois anos antes. Porém, após má atuação na primeira etapa, o jogador foi substituído no intervalo. No final da partida, sua equipe foi derrotada por 3–0, em confronto válido pelo Campeonato Brasileiro. Após amargar o banco de reservas por alguns jogos, o atacante foi titular no jogo contra o Sport na Arena Pernambuco, também válido pelo certame nacional, quando marcou o seu primeiro gol pela equipe, empatando a partida que estava com o placar de 1–0 para o adversário; porém, dois minutos após ser substituído, o Cruzmaltino levou o gol que deu a vitória aos donos da casa por 2–1. Após quatro derrotas seguidas, o Vasco brigava para não ser rebaixado, e enfrentaria o rival Flamengo em melhor fase; o jogo foi disputado na Arena Pantanal, e Riascos marcou o gol da vitória por 1–0 logo em seu primeiro clássico.[carece de fontes?] Após seis jogos sem marcar (entre eles a goleada sofrida por 4–0 diante do São Paulo no Mané Garrincha, quando o colombiano desperdiçou três chances claras de gol), o atacante marcou os dois primeiros gols da vitória por 3–2 sobre o América-RN na Arena das Dunas, válida pela Copa do Brasil, ajudando a classificar a equipe para a próxima fase. No jogo seguinte, diante do Palmeiras em São Januário, Riascos começou no banco de reservas, entrando na segunda etapa e descontando na goleada sofrida por 4–1, em mais uma péssima apresentação defensiva do Vasco da Gama.
No segundo turno do Brasileirão, sua equipe esboçou uma reação, porém Riascos sofreu uma lesão e também foi preterido em alguns jogos, marcando apenas mais um gol na competição, em uma vitória por 2–1 sobre o Joinville, na Arena Joinville.

#### 2016
Logo no seu primeiro jogo em 2016, o jogador abriu e fechou o placar da goleada por 4–1 sobre o Madureira em São Januário, válida pelo Campeonato Carioca. Após marcar um gol na vitória por 3–1 sobre o América em Edson Passos, e um gol no empate em 2–2 com o Friburguense em São Januário, Riascos abriu o placar do clássico diante do Botafogo novamente em São Januário, que terminou com um empate em 1–1. No jogo seguinte, diante do arquirrival Flamengo, Riascos mais uma vez foi decisivo; dessa vez começando o jogo no banco de reservas, e entrando aos 28 minutos da etapa final, para marcar o gol de empate em 1–1 aos 37 minutos, em jogo disputado no Mané Garrincha. Após dois jogos sem marcar, o atacante mais uma vez brilhou em um clássico; a vítima da vez foi o Fluminense na Arena da Amazônia, em jogo válido pela final da Taça Guanabara. O colombiano marcou o gol da vitória por 1–0 que deu a conquista invicta ao Vasco da Gama.[carece de fontes?] Além disso, Riascos alcançou o feito de marcar ao menos um gol nos três grandes rivais regionais do Cruzmaltino. Na semana seguinte, mais uma vez diante do Flamengo, a história se repetiu e Riascos mais uma vez foi o carrasco do Rubro-Negro, dessa vez em um jogo válido pela semifinal do Estadual, disputado na Arena da Amazônia. Após gol de Andrezinho, Riascos fechou o placar da vitória cruzmaltina por 2–0,[carece de fontes?] sendo a terceira vez que o jogador marcou um gol em um jogo contra o arquirrival; tendo ainda nesse mesmo jogo protagonizado um bonito lance, quando "entortou" o zagueiro flamenguista César Martins, o que lhe rendeu o prêmio de drible mais bonito da semana. Nas finais do estadual, diante do Botafogo, Riascos não marcou gols, mas sua equipe foi campeã carioca invicta (feito que não alcançava desde 1992), e Riascos com 9 gols marcados em 13 jogos, esteve presente na seleção da competição.
Sua última partida pelo clube, foi válida pela primeira rodada da Série B, quando Riascos abriu o placar da goleada por 4–0 sobre o Sampaio Corrêa no Castelão-MA, em jogo que ainda contou com um hat-trick de seu companheiro Nenê.

### Retorno ao Cruzeiro
Após grande destaque no clube carioca, o atacante retornou ao Cruzeiro. Em seus primeiros jogos, alternou a titularidade com Willian Bigode na equipe de Paulo Bento. Marcou o seu primeiro gol pela Raposa justamente em um emocionante clássico diante do Atlético na Arena Independência, quando o Cruzeiro saiu vitorioso por 3–2, mesmo com três jogadores a menos ao final da partida, que foi válida pelo Brasileirão.

#### Declaração polêmica e saída
No certame nacional, o Cruzeiro não vinha bem, e Riascos vinha amargando o banco de reservas na maioria dos jogos, entrando porém no decorrer de todos eles. Após três derrotas em quatro jogos, sendo a última delas para o Fluminense por 2–0 em Edson Passos, o clube mineiro entrou na zona de rebaixamento, e Riascos deu uma declaração polêmica em entrevista concedida à Rádio Itatiaia, se referindo a sua saída do Vasco, e ao retorno ao Cruzeiro:
"Na verdade eu não estou feliz com isso que está acontecendo. Eu acho que tem que procurar uma solução, porque... não pode tirar a minha felicidade para vir jogar nessa m.... aqui."
Após essa declaração, o jogador foi imediatamente afastado da delegação cruzeirense, e o diretor de futebol do clube, Thiago Scuro, afirmou que a partir de então, o jogador seria um problema administrativo e jurídico do clube, e que o clube iria até o final para que ele pagasse da forma legal prevista e da forma mais dura possível pelo comportamento que teve.
Um mês após a declaração polêmica, Riascos teve seus salários suspensos. O jogador havia entrado na justiça com o intuito de se desvincular do clube mineiro, porém não obteve um parecer favorável. Após se recusar a retornar para Belo Horizonte, alegando ameaças e manifestações violentas da torcida contra a sua residência, o atacante foi multado pela diretoria. O jogador retornou à Colômbia, apoiado pelo seu empresário Mauro Bousquet, e teve seus vencimentos suspensos pelo clube.
Em fevereiro de 2017, após sete meses sem entrar em campo, e muitas derrotas jurídicas, o jogador enfim conseguiu uma trégua cruzeirense. O clube celeste acertou a transferência do atacante para o Millonarios da Colômbia. Os detalhes da negociação não foram divulgados oficialmente, mas a ida do jogador foi em contrato definitivo por uma temporada, com o Cruzeiro recebendo uma compensação. 

### Millonarios
De volta ao seu país natal após cerca de sete anos, o jogador retornou aos gramados em março de 2017 após oito meses sem jogar. Em sua reestreia, atuou apenas no minuto final da vitória por 1–0 sobre La Equidad no El Campín, válida pelo Apertura. Após mais um jogo entrando como suplente, Riascos atuou como titular pela primeira vez e abriu o placar da vitória por 3–0 no clássico contra o América de Cali, justamente seu clube formador. No Apertura, Riascos manteve uma média razoável de gols, sendo 7 em 20 jogos, com destaque para os dois gols marcados nas quartas de final diante do Atlético Bucaramanga, que ajudaram a classificar a sua equipe para a semifinal, sendo porém eliminada para o Atlético Nacional. 
No Clausura, o rendimento do atacante sofreu uma queda. Entrando como suplente na maioria dos jogos, marcou apenas 3 gols em 17 jogos, porém sua equipe foi campeã da competição, garantindo a vaga direta na fase de grupos da Copa Libertadores de 2018.

### Retorno ao Vasco da Gama
Em janeiro de 2018, o clube carioca acertou o retorno do jogador. Riascos é querido pela maioria dos torcedores cruzmaltinos em razão de seus gols decisivos em clássicos, especialmente contra o arquirrival Flamengo. Fez sua estreia justamente no clássico diante do Flamengo no Maracanã, válido pelo Campeonato Carioca, entrando no segundo tempo do jogo que terminou com igualdade no placar em 0–0.[carece de fontes?] Novamente pelo Estadual, após tanto martelar, o colombiano enfim desencantou somente em seu oitavo jogo pelo Cruzmaltino; novamente entrando no segundo tempo, marcou o gol da vitória por 2–1 de virada sobre o Macaé em São Januário, já aos 51 minutos da etapa final. Jogando como titular no ataque fez um belo gol de letra na vitória 3-2 sobre o Botafogo no último jogo da Taça Rio. Em mais um clássico faz o gol de cabeça em cobrança de escanteio na derrota 3-2 para o Botafogo pela semifinal da Taça Rio, apesar da derrota foi um dos melhores em campo.

### Dalian Yifang
Após breve passagem pelo Vasco da Gama com desempenho inferior à passagem anterior pelo clube carioca, Riascos retorna ao futebol chinês para o Dalian Yifang. 

### Universidad Católica
No dia 28 de fevereiro de 2019, Riascos acerta a sua ida para a equipe chilena.

## Estatísticas
Até 23 de julho de 2018.
| Clube                 | Temporada        | Div.             | Liga Nacional | Liga Nacional | Copas Nacionais* | Copas Nacionais* | Copas Internacionais** | Copas Internacionais** | Outros Torneios*** | Outros Torneios*** | Total | Total | Média · |
| Clube                 | Temporada        | Div.             | Jogos         | Gols          | Jogos            | Gols             | Jogos                  | Gols                   | Jogos              | Gols               | Jogos | Gols  | Média · |
| --------------------- | ---------------- | ---------------- | ------------- | ------------- | ---------------- | ---------------- | ---------------------- | ---------------------- | ------------------ | ------------------ | ----- | ----- | ------- |
| América de Cali       |                  |                  |               |               |                  |                  |                        |                        |                    |                    |       |       |         |
| 2005                  | 1ª               | 5                | 1             | —             | —                | —                | —                      | —                      | —                  | 5                  | 1     | 0,20  |         |
| Total                 | Total            | 5                | 1             | —             | —                | —                | —                      | —                      | —                  | 5                  | 1     | 0,20  |         |
| Real Cartagena        |                  |                  |               |               |                  |                  |                        |                        |                    |                    |       |       |         |
| 2006                  | 1ª               | 15               | 2             | —             | —                | —                | —                      | —                      | —                  | 15                 | 2     | 0,13  |         |
| Total                 | Total            | 15               | 2             | —             | —                | —                | —                      | —                      | —                  | 15                 | 2     | 0,13  |         |
| América de Cali       |                  |                  |               |               |                  |                  |                        |                        |                    |                    |       |       |         |
| 2007                  | 1ª               | 13               | 3             | —             | —                | —                | —                      | —                      | —                  | 13                 | 3     | 0,23  |         |
| Total                 | Total            | 13               | 3             | —             | —                | —                | —                      | —                      | —                  | 13                 | 3     | 0,23  |         |
| Estudiantes de Mérida |                  |                  |               |               |                  |                  |                        |                        |                    |                    |       |       |         |
| 2007–08               | 1ª               | 16               | 3             | —             | —                | —                | —                      | —                      | —                  | 16                 | 3     | 0,18  |         |
| 2008–09               | 1ª               | 21               | 12            | 7             | 5                | —                | —                      | —                      | —                  | 28                 | 17    | 0,60  |         |
| Total                 | Total            | 37               | 15            | 7             | 5                | —                | —                      | —                      | —                  | 44                 | 20    | 0,45  |         |
| Deportivo Cali        |                  |                  |               |               |                  |                  |                        |                        |                    |                    |       |       |         |
| 2009                  | 1ª               | 16               | 3             | —             | —                | 2                | 0                      | —                      | —                  | 18                 | 3     | 0,16  |         |
| Total                 | Total            | 16               | 3             | —             | —                | 2                | 0                      | —                      | —                  | 18                 | 3     | 0,16  |         |
| Shanghai Shenhua      |                  |                  |               |               |                  |                  |                        |                        |                    |                    |       |       |         |
| 2010                  | 1ª               | 28               | 20            | —             | —                | —                | —                      | —                      | —                  | 28                 | 20    | 0,71  |         |
| 2011                  | 1ª               | 11               | 4             | —             | —                | 5                | 1                      | —                      | —                  | 16                 | 5     | 0,31  |         |
| Total                 | Total            | 39               | 24            | —             | —                | 5                | 1                      | —                      | —                  | 44                 | 25    | 0,56  |         |
| Puebla                |                  |                  |               |               |                  |                  |                        |                        |                    |                    |       |       |         |
| 2011–12               | 1ª               | 16               | 6             | —             | —                | —                | —                      | —                      | —                  | 16                 | 6     | 0,37  |         |
| Total                 | Total            | 16               | 6             | —             | —                | —                | —                      | —                      | —                  | 16                 | 6     | 0,37  |         |
| Tijuana               |                  |                  |               |               |                  |                  |                        |                        |                    |                    |       |       |         |
| 2011–12               | 1ª               | 18               | 5             | —             | —                | —                | —                      | —                      | —                  | 18                 | 5     | 0,27  |         |
| 2012–13               | 1ª               | 36               | 15            | 1             | 0                | 9                | 3                      | —                      | —                  | 46                 | 18    | 0,39  |         |
| Total                 | Total            | 54               | 20            | 1             | 0                | 9                | 3                      | –                      | –                  | 64                 | 23    | 0,35  |         |
| Pachuca               |                  |                  |               |               |                  |                  |                        |                        |                    |                    |       |       |         |
| 2013–14               | 1ª               | 17               | 2             | 1             | 0                | –                | –                      | –                      | –                  | 18                 | 2     | 0,11  |         |
| Total                 | Total            | 17               | 2             | 1             | 0                | –                | –                      | –                      | –                  | 18                 | 2     | 0,11  |         |
| Monarcas Morelia      |                  |                  |               |               |                  |                  |                        |                        |                    |                    |       |       |         |
| 2013–14               | 1ª               | 17               | 3             | 2             | 2                | 2                | 0                      | —                      | —                  | 21                 | 5     | 0,23  |         |
| 2014–15               | 1ª               | 13               | 1             | —             | —                | —                | —                      | —                      | —                  | 13                 | 1     | 0,07  |         |
| Total                 | Total            | 30               | 4             | 2             | 2                | 2                | 0                      | –                      | –                  | 34                 | 6     | 0,17  |         |
| Cruzeiro              |                  |                  |               |               |                  |                  |                        |                        |                    |                    |       |       |         |
| 2015                  | 1ª               | 1                | 0             | —             | —                | 1                | 0                      | 2                      | 0                  | 4                  | 0     | 0,00  |         |
| Total                 | Total            | 1                | 0             | —             | —                | 1                | 0                      | 2                      | 0                  | 4                  | 0     | 0,00  |         |
| Vasco da Gama         |                  |                  |               |               |                  |                  |                        |                        |                    |                    |       |       |         |
| 2015                  | 1ª               | 26               | 4             | 6             | 3                | —                | —                      | —                      | —                  | 32                 | 7     | 0,21  |         |
| 2016                  | 2ª               | 1                | 1             | 3             | 0                | —                | —                      | 13                     | 9                  | 17                 | 10    | 0,58  |         |
| Total                 | Total            | 27               | 5             | 9             | 3                | —                | —                      | 13                     | 9                  | 49                 | 17    | 0,35  |         |
| Cruzeiro              |                  |                  |               |               |                  |                  |                        |                        |                    |                    |       |       |         |
| 2016                  | 1ª               | 11               | 1             | —             | —                | —                | —                      | —                      | —                  | 11                 | 1     | 0,09  |         |
| Total                 | Total            | 11               | 1             | —             | —                | —                | —                      | —                      | —                  | 11                 | 1     | 0,09  |         |
| Millonarios           |                  |                  |               |               |                  |                  |                        |                        |                    |                    |       |       |         |
| 2017                  | 1ª               | 37               | 10            | 3             | 1                | –                | –                      | –                      | –                  | 40                 | 11    | 0,27  |         |
| Total                 | Total            | 37               | 10            | 3             | 1                | –                | –                      | –                      | –                  | 40                 | 11    | 0,27  |         |
| Vasco da Gama         |                  |                  |               |               |                  |                  |                        |                        |                    |                    |       |       |         |
| 2018                  | 1ª               | 6                | 0             | 0             | –                | 9                | 0                      | 11                     | 3                  | 26                 | 3     | 0,12  |         |
| Total                 | Total            | 6                | 0             | 0             | –                | 9                | 0                      | 11                     | 3                  | 26                 | 3     | 0,12  |         |
| Dalian Yifang         |                  |                  |               |               |                  |                  |                        |                        |                    |                    |       |       |         |
| 2018                  | 1ª               | 1                | 1             | 0             | –                | 0                | 0                      | 0                      | 0                  | 1                  | 1     | 1,00  |         |
| Total                 | Total            | 1                | 1             | 0             | –                | 0                | 0                      | 0                      | 0                  | 1                  | 1     | 1,00  |         |
| Total (carreira)      | Total (carreira) | Total (carreira) | 325           | 97            | 23               | 11               | 28                     | 4                      | 26                 | 12                 | 402   | 124   | 0,31    |

- (*) Copa Venezuela, Copa MX, Supercopa MX e Copa do Brasil
- (**) Copa Sul-Americana, Liga dos Campeões da AFC e Copa Libertadores da América
- (***) Campeonatos estaduais e Torneios amistosos

## Títulos
Tijuana
- Campeonato Mexicano: 2012 (Apertura)

Monarcas Morelia
- Supercopa Mexicana: 2013-14

Vasco da Gama
- Campeonato Carioca: 2016
- Taça Guanabara: 2016

Millonarios
- Campeonato Colombiano: 2017 (Finalización)

Universidad Católica
- Campeonato Chileno: 2019

Always Ready
- Campeonato Boliviano: 2020

Alianza
- Campeonato Salvadorenho: 2020 (Apertura)

## Prêmios individuais
- Super Liga Chinesa: 2010 - MVP (Melhor Jogador da Super Liga Chinesa)
- Seleção do Campeonato Carioca: 2016

## Artilharias
- Copa Venezuela: 2008 - 5 gols
- Super Liga Chinesa: 2010 - 20 gols
- Supercopa Mexicana: 2013-14 - 2 gols